# Jules Sitruk
Jules Sitruk (n. 16 aprilie 1990) este un actor francez.

## Biografie
Jules joacă în prima sa comedie la vârsta de 8 ani după un anunț făcut pentru turnarea acesteia. După aceea comedie el primește o multime de roluri in seriale de televiziune si in filme. Primul lung-metraj al lui este la vârsta de 11 ani, în anul 2001 (Monsieur Batignole). Jules intrerpretează personajul lui César în Eu, Cezar, în 2003. Jules continuă  cu Vipère au poing în 2004 și cu Les Aiguilles rouges în 2005. În 2006, el joacă in primul film in engleza : Son of Rambow. În 2009, îl interpretează pe Pan, într-un scurt metraj de Nicolas Duval.

## Viata personala
Jules Sitruk a fost inscris  la liceu Claude Monet la Paris, dupa ce a urmat Colegiul Rognoni.  atăl său, Claude Sitruk, a fost solistul grupului "Les Costars", care a funcționat între 1979 și 1986. Este acum un compozitor și producător de BB Brunes. Mama sa, Jeanne, și designer grafic. El are un frate mai mic.

## FIlme
- 1999 : L'Ange tombé du ciel (TV) de Bernard Uzan : Louis
- 2000 : Fără familie (Sans famille), film TV de Jean-Daniel Verhaeghe : Rémi
- 2000 : Docteur Sylvestre (épisode Maladie d'amour) (TV) de  Philippe Roussel : Charles
- 2000 : Le Pain de Hiam Abbass (court-métrage) : Le fils
- 2002 : Haute Pierre (TV) de Jean-Yves Pitoun : Winston/Léonard
- 2002 : Monsieur Batignole de Gérard Jugnot : Simon Bernstein
- 2003 : Sauveur Giordano (épisode Femmes en danger) (TV) de Pierre Joassin
- 2003 : Eu, Cezar de Richard Berry : César
- 2004 : Vipère au poing de Philippe de Broca : Jean
- 2006 : Les Aiguilles rouges de Jean-François Davy : Luc
- 2007 : Son of Rambow de Garth Jennings : Didier Revol
- 2010 : Une nuit qu'il était à se morfondre... de Cyril Paris : Serge Gainsbourg
- 2011 : Nos résistances de Romain Cogitore
- 2011 : Peter de Nicolas Duval, în conformitate cu desenele animate de Régis Loisel
- 2011 : Mon père est femme de ménage de Saphia Azzeddine: Rudy
- 2012 : Le Fils de l'autre de Lorraine Lévy : Joseph
- 2013 : Bob et les Sex-Pistaches de Yves Matthey : Bob

## Voce
- 2002 : Signes de M. Night Shyamalan : vocea francea a lui Morgan Hess
- 2004 : L'Effet papillon :vocea franceza a lui Evan Treborn

```
            
Alexandre
 de Oliver Stone : vocea tanarului Alexandru
            
La Mauvaise Éducation
 de Pedro Almodóvar : vocea tanarului Ignacio
```

- 2005 : Calea Imparatului de Luc Jacquet (vocea copilului narator)
- 2006 : Oliver Twist de Roman Polanski :vocea franceaza a lui Oliver Twist
- 2008 : Alpha Dog de Nick Cassavetes : vocea franceaza Zach Mazursky